# Лунка-Килнікулуй
Лунка-Килнікулуй (рум. Lunca Câlnicului) — село у повіті Брашов в Румунії. Входить до складу комуни Прежмер.
Село розташоване на відстані 149 км на північ від Бухареста, 17 км на північний схід від Брашова.

## Населення
За даними перепису населення 2002 року у селі проживали 2968 осіб.
Національний склад населення села:
| Національність | Кількість осіб | Відсоток |
| -------------- | -------------- | -------- |
| румуни         | 2904           | 97,8%    |
| угорці         | 61             | 2,1%     |

Рідною мовою назвали:
| Мова      | Кількість осіб | Відсоток |
| --------- | -------------- | -------- |
| румунська | 2908           | 98,0%    |
| угорська  | 58             | 2,0%     |